# Ностра-Синьора-дель-Сантиссимо-Сакраменто-э-Санти-Мартири-Канадези (титулярная церковь)
Ностра-Синьора-дель-Сантиссимо-Сакраменто-э-Санти-Мартири-Канадези (лат. Titulum Dominae Nostrae a Sanctissimo Sacramento et Sanctorum Martyrum Canadensium) — титулярная церковь была создана Папой Павлом VI 5 февраля 1965 года апостольской конституцией Consuevit Ecclesia. Титул принадлежит церкви Ностра-Синьора-дель-Сантиссимо-Сакраменто-э-Санти-Мартири-Канадези, расположенной в квартале Рима Номентано, на виа Джованни Баттиста де Росси.
Церковь, которой принадлежит кардинальский титул, была построена в 1948 году, когда генеральная курия священников Конгрегации Святого Причастия решила построить церковь на своей земле. Церковная власть Рима выразила желание, чтобы будущая церковь была приходской. Средства на её строительство нашли и в Канаде, по этой причине он был посвящен Святым мученикам в Канаде (1630-1680), а в Риме была возведена Национальная церковь Канады. Титул Пресвятой Богородицы Святого Причастия был добавлен позднее. Церковь вверена Конгрегации Святого Причастия.

## Список кардиналов-священников титулярной церкви Ностра-Синьора-дель-Сантиссимо-Сакраменто-э-Санти-Мартири-Канадези
- Морис Руа — (22 февраля 1965 — 24 октября 1985, до смерти);
  - вакансия (1985 — 1988);
- Поль Грегуар — (28 июня 1988 — 30 октября 1993, до смерти);
- Жан-Клод Тюркотт — (26 ноября 1994 — 8 апреля 2015, до смерти);
- Патрик Д’Росарио, C.S.C. — (19 ноября 2016 — по настоящее время).